# Maurice Vander
Maurice Vander, geboren als Maurice Camille Gustave Vanderschueren (Parijs, 11 juni 1929 - aldaar, 16 februari 2017) was een Franse jazzpianist.
Vander was de zoon van een beroepsaccordeonist en een amateur-pianiste. Hij begon op zijn achtste piano te spelen en hij begeleidde al vroeg zijn vader en broer Freddy, eveneens een accordeonist. Zelf speelde hij indertijd ook accordeon. Toen hij veertien was ging hij klassiek piano studeren, tegelijkertijd ontdekte hij op de radio de jazz. Hij begon als professioneel muzikant te werken toen hij negentien was. Hij begeleidde o.a. Django Reinhardt, Don Byas, Chet Baker, Roy Eldridge en Stan Getz, in Parijse clubs als 'Blue Note' en 'Chat-qui-pêche'. Hij nam onder meer op met Quincy Jones, Sarah Vaughan, Philly Joe Jones en Stéphane Grappelli ('Piano à Gogo' 1956). Zijn eerste album ('Piano Jazz') verscheen in 1955, drie jaar later gevolgd door 'Piano Rendezvous'. Vanaf 1963 werkte hij nauw samen met zanger Claude Nougaro, de twee waren zeer goed bevriend. Hij begeleidde de zanger jarenlang met Eddy Louiss. Vander nam ook een solo-pianoalbum op met nummers uit Nougaro's repertoire, in 1992. In 1971 kwam hij met het album 'Maurice Vander' en in 1980 met een trio-plaat, 'Du Côté de chez Swing'.
In 1962 won hij de Prix Django Reinhardt. Hij was de stiefvader van Christian Vander.